# Houghton (West Sussex)
Houghton – wieś w Anglii, w hrabstwie West Sussex, w dystrykcie Arun. Leży 18 km na wschód od miasta Chichester i 75 km na południowy zachód od Londynu. W 2001 miejscowość liczyła 76 mieszkańców.